# Nata Piaskowski
Nata Piaskowski (6. ledna 1912 – 19. srpna 2004) byla polsko-americká fotografka. Byla známá pro svou jemnou kompozici, fotografovala portréty a krajiny, stejně jako série o psychedelické scéně v San Franciscu a měnících se efektech přílivu a odlivu.

## Raný život
Rodiče Piaskowské se narodili v polské Lodži a byli zabiti nacisty ve varšavském ghettu. V letech 1930 až 1932 navštěvovala Státní pedagogický ústav, poté se stala učitelkou. Během pozdních třicátých let 20. století cestovala po Francii, Rakousku a východních Spojených státech. V letech 1939 až 1942 žila ve Švýcarsku, než v roce 1942 emigrovala se svým manželem do Spojených států. Krátce po jejich příjezdu její manžel zemřel.

## Kariéra
Poté, co se během 40. let v Carmelu v Kalifornii setkala s řadou fotografů a umělců, získala v roce 1948 občanství Spojených států, což jí umožnilo zahájit svou kariéru a zároveň pokračovat ve studiu na California School of Fine Arts, kde ji nejvíce ovlivnil fotograf a pedagog Minor White. Mezi její rané fotografie patří snímky Edwarda Westona a Minora Whitea, Imogen Cunninghamové a otevření Galerie krále Ubu. Začala úzce spolupracovat s malířem Martinem Baerem (1894-1961). V polovině 50. let nastoupila do Bechtelu v San Franciscu, kde pracovala jako fotoknihovnice a archivářka. Kromě dalšího portrétování pořizovala scény městských ulic, krajiny a výhledy na moře.
Po smrti svého společníka Baera cestovala do New Yorku a Chicaga a také do Anglie, Francie a Itálie, přičemž v roce 1967 začala experimentovat s barevnou fotografií a vyměnila svůj velký fotoaparát za 35mm Leicaflex. V roce 1975 odešla z firmy Bechtel do důchodu. Ve stejném roce uspořádala samostatnou výstavu ve Focus Gallery v San Franciscu s názvem „Light and Form“, která zakrývala výlohy obchodů během psychedelického hnutí. Následné fotografické výlety zahrnovaly Guatemalu (1980) a kalifornskou Mohavskou poušť (1981). V roce 1982 strávila měsíc fotografováním měnící se krajiny při odlivu. Během 80. let také fotografovala v New Yorku, Washingtonu DC, Santa Fe a Taosu, stejně jako v Údolí smrti a Yosemitském údolí. V roce 1993 fotografovala v Japonsku.

## Kritika
Umělec a kurátor Robert Emory Johnson byl ohromen jejími „velkolepými“ kompozicemi: „Byla velmi inteligentní a velmi citlivá ve výběru hudby a poezie a vždy povzbuzovala ostatní umělce. Po celý svůj život byla hlubokou a vážnou umělkyní.“

## Výstavy
Fotografie Piaskowské se nacházejí v mnoha sbírkách, včetně sbírek Sanfranciského muzea moderního umění, Metropolitního muzea umění a Národní portrétní galerie. Vystavovala také široce, včetně dvou samostatných výstav:
- 1989: „The Eye That Shapes“, retrospektiva, Art Museum, Princeton University.
- 1994: "Grasses", černobílá fotografie, 871 Fine Arts Gallery, San Francisco

## Smrt
Piaskowski zemřela v roce 2004 v San Franciscu v židovském domově pro seniory.